# Sigismund III. Poljski
Sigismund III. Vasa (poljsko Zygmunt III Waza), kralj Poljske, veliki knez Litve, kralj Švedske, * 20. junij 1566, grad Gripsholm, Mariefred, † 30. april 1632, Varšava.
Sigismund III. je bil prvi vladar poljsko-litvanske monarhije iz dinastije Vasa in ji je vladal v letih 1587-1632. Švedski kralj je bil v letih 1592-99. Bil je vsestransko nadarjen človek, ki pa se v svojih stremljenjih ni znal omejiti. Kot vnet katolik je izgubil krono protestantske Švedske, ki mu je pripadala po očetu, in si potem vse življenje prizadeval, da bi jo dobil nazaj. Poskušal je osvojiti pravoslavno Rusijo in jo priključiti Poljski, da bi spreobrnil njeno prebivalstvo v katoliško vero in povečal moč svoje države za boj proti Švedski. Ker se je Osmansko cesarstvo vztrajno širilo proti severu, je bil prisiljen boriti se tudi proti muslimanom. Plemstvo, ki mu je bilo mar le za lastne koristi, vojskovanja ni hotelo plačevati, pa tudi centralizirane države in močnega vladarja si ni želelo. Vse bolj se je oklepalo katolištva, ki ga je razlikovalo od drugače verujoče okolice in mu vzbujalo občutek povezanosti in narodne enotnosti. Takšna politika se je dolgoročno za državo pokazala kot pogubna; katastrofa je prišla v času vladanja drugega Sigismundovega naslednika, Ivana II. Kazimirja.

## Vladar Poljske-Litve
Sigismund III. je bil sin švedskega kralja Ivana III. iz rodbine Vasa in njegove prve žene Katarine Jagelonske, hčerke poljskega kralja Sigismunda I. Čeprav je rasel v protestantskem okolju, je njegovo vzgojo katoliška mati zaupala jezuitom, ki so ga vzgojili v vnetega katolika.
Po smrti Štefana Báthoryja je bi Sigismund kandidat za vladarja poljsko-litavske unije. Podpirala ga je kraljica-vdova Ana Jagelonska in del Habsburžanom nenaklonjenega plemstva s kanclerjem Janom Zamoyskim na čelu. Potem ko je sejm (poljski parlament) zasedal že ves julij, ga je 19. avgusta 1587 poljski primat in interrex Stanisław Karnkowski imenoval za poljsko-litvanskega monarha. Habsburžanom naklonjeni plemiči se s tem niso strinjali in so tri dni za tem za poljskega kralja proglasili avstrijskega nadvojvodo Maksimiljana III. (sina cesarja Maksimilijana II.). Maksimilijan je z vojsko prodrl proti Krakovu in začel poljsko nasledstveno vojno. Sigismundove interese je branil Jan Zamoyski, ki ga je denarno izdatno podprla Sigismundova teta Ana Jagelonska. Januarja 1588 je Zamoyski v bitki pri Byczyni premagal Maksimilijana, ga ujel in ga spustil šele po posredovanju papeža Siksta V.
Zamoyski je pričakoval, da bo vladal namesto mladega kralja, a se je uštel. Sigismund se je začel povezovati s Habsburžani. Oprl se je na jezuite, ki jim je pot na Poljsko odprl že Štefan Báthory in so se s prižnic zavzemali za absolutistično, od cerkve podprto državo po vzoru evropskih monarhij. V svojih kolegijih so vzgajali poljsko plemiško mladino in izvajali rekatolizacijo družbe.
Takšna politika ni bila všeč velikemu delu Poljakov in tudi ne Janu Zamoyskemu, ki je na sejmu marca 1589 v Varšavi celo predlagal politično povezavo Poljske z Moskvo in Prago, naperjeno proti Habsburžanom. Vendar ni uspel. Sejm je, nasprotno, Sigismundu dovolil poroko z nadvojvodino Ano Avstrijsko. Že pred tem je cesar Rudolf II. obljubil (na pogajanjih v Bytomu in Będzinu, ob posredovanju papeškega nuncija Ippolita, kasnejšega papeža Klemena VIII.), da proti Poljakom ne bo sklepal zavezništev s Švedi in Rusi. Do poroke je prišlo maja 1592. Šele tedaj se je Maksimilijan III. dokončno odpovedal zahtevi po poljskem prestolu.

## Pridobitev in izguba švedske krone
Novembra 1592 je Sigismundu umrl oče, švedski kralj Ivan III., in poljski sejm je dovolil, da se poteguje za njegovo nasledstvo, do katerega je bil upravičen. Tudi švedski parlament je bil pripravljen Sigismunda imenovati za novega švedskega kralja pod pogojem, da bo spoštoval njihovo luteransko vero. Leta 1594 je bil tako Sigismund kronan še za švedskega kralja. Imenoval je strica Karla za svojega namestnika na Švedskem in se vrnil na Poljsko. Leta 1596 je prestavil glavno mesto Poljske iz Krakova v Varšavo, zaradi boljše geografske lege Varšave v takratni Poljsko-Litvanski Uniji.
Večji del švedske javnosti pa je vznemirjala Sigismundova navezanost na Habsburžane in njegova izrazita katoliška naravnanost. Njegov glavni svetovalec je bil jezuit Piotr Skarga. Sigismund je podpiral prizadevanja papeške kurije, da pridobi za katolištvo tudi pravoslavne vernike. V letih 1595/96 je cerkvena sinoda v Brestu postavila temelje ukrajinski uniatski cerkvi, ki je pravoslavne vernike na ozemlju Poljske-Litve podredila Rimu.
Vsi ti dogodki so večali strah Švedov, da bo Sigismund tudi na Švedskem nekoč želel obnoviti katolicizem. Prvotno negodovanje se je do leta 1598 razvilo v odkrit upor proti kralju pod vodstvom strica Karla. Sigismundu se je zdelo, da mora posredovati. Z ladjami je prepeljal na Švedsko 5.000 predvsem ogrskih in nemških najemnikov. Po prvih uspehih se je pokazalo, da podpora njegovih švedskih pristašev ni tolikšna, kot je pričakoval. Septembra 1598 je izgubil odločilno bitko pri Stångebru. Po bitki je Karl zahteval, da Sigismund pošlje svojo vojsko domov in sam nastopi pred švedskim parlamentom, pri čemer je dal vse Sigismundove pristaše v kraljevem svetu zapreti. Vedoč, da tako ne more uspeti, se je Sigismund vrnil na Poljsko. Leta 1599 se je nameraval še enkrat z vojsko vrniti na Švedsko, vendar do tega ni prišlo. Švedski parlament ga je leta 1599 odstavil in leta 1600 izvolil njegovega strica za švedskega kralja Karla IX. (kronan je bil leta 1604).
Ko je bil še švedski kralj, je Sigismund, tako kot ga je zavezovala pogodba s poljskim sejmom (pacta conventa), švedsko Estonijo priključil Poljski, kar je bil sedaj povod za novo poljsko-švedsko vojno. Poljski vojskovodja, magnat Jan Chodkiewicz, je leta 1605 pri Kirchholmu izbojeval nad Švedi sijajno zmago, vendar so ga vojaki, ki že dolgo niso dobili plačila, po zmagi zapustili. Vojno je nadaljeval z manjšo enoto, ki jo je sam plačeval. K sreči tudi švedski poveljniki niso bili aktivni. Po smrti Karla IX. (1611) je bilo bojevanje do leta 1617 prekinjeno, potem pa se je vojna v presledkih nadaljevala vse do leta 1629.
Vsa nadaljnja zunanja politika Sigismunda III. (in njegovega sina) je bila usmerjena v ponovno osvojitev švedskega prestola, vendar do tega nikdar ni prišlo. Pozornost poljskega plemstva so leta 1604 pritegnili dogodki v Rusiji.

## Upor Zebrzydowskega (1606-08)
Leta 1604 se je samozvani Lažni Dimitrij s podporo nekaterih magnatov iz Poljske odpravil nad Moskvo, jo junija 1605 osvoji in ji do maja 1606 tudi vladal. Tedaj so se bojarji in rusko ljudstvo naveličali njegove predstave, ga vrgli s prestola in linčali. Zajeli in deloma pobili so tudi posadko poljskih plemičev v moskovskem kremlju. Del moskovskih bojarjev je postavil na ruski prestol bojarja Vasilija Šujskega.
Ti dogodki so, čeprav Sigismund v njih ni sodeloval, še povečali srd do nepriljubljenega kralja in sprožili neprestano triletno politično prepiranje. Politični boj, ki je potekal znotraj in zunaj sejma in ga po imenu voditelja poznamo kot rokosz

Zebrzydowskega, se je končal z oboroženim spopadom.
Opozicija je Sigismumdu očitala marsikaj (skrivno dogovarjanje s Habsburžani, zbiranje tujcev okrog sebe, "krvoskrunsko" ženitev s sestro umrle žene), predvsem pa prizadevanje za večanje kraljeve oblasti, težnjo po absolutizmu, ki so jo podpirali v dvorni stranki zbrani magnati in nekateri škofje. Zahtevala je še večjo utesnitev kralja in omejitev njegovih posebnih pravic; "nepriljubljenemu molčečnežu" je hotela odvzeti pravico podeljevanja naslovov, uvesti volilnost pokrajinskih uradnikov, zavezati poslance z navodili pokrajinskih sejmov, katere naj bi brezpogojno ubogali, in končno izgnati tujce-jezuite, kot netilce verske nestrpnosti in podpornike absolutizma.
Po mnogih neuspelih pogajanjih in zborovanjih, na katerih se je veliko vpilo in omenjalo skrb za blaginjo naroda, je naposled prišlo do oboroženega spopada. Julija 1607 je kraljeva vojska pri Guzowu razbila glavne zarotniške sile, njihovi poveljniki z Zebrzydowskim na čelu pa so se naslednje leto v sejmu uklonili kralju. Kljub temu je težko govoriti o zmagi Sigismunda.
Kralj ni nikdar več poskušal uveljavljati zakonov, ki bi krepili njegov položaj, šlahta pa tudi ni izpeljala svojih načrtov. Blokada sprememb v državnem ustroju je šla v prid magnatov, ki so pod krinko gesla o "zlati svobodi" krmilo države vse bolj prevzemali v svoje roke.

## Poskus osvojitve Rusije
V Rusiji se je med tem razplamtela državljanska vojna in Sigismundu se je zdelo primerno sprostiti napetosti v državi na zunanjem bojišču. Ko je Vasilij Šujski sklenil obrambno zvezo s Švedsko, se je tudi Sigismund lotil akcije (1610), h kateri so ga spodbujale lastne dinastične ambicije in nagovarjali papež in jezuiti, ki so sanjarili o spreobrnitvi Rusije. Z vojsko je prodrl do smolenske trdnjave. Njegov vojskovodja, hetman Stanisław Žółkiewski je 4. julija 1610 pri Klušinu pogumno napadel petkrat močnejše ruske čete, okrepljene s švedskimi pomožnimi četami (razmerje 7.000 : 35.000), in jim zadal uničujoč poraz. Zmaga je Poljakom odprla pot v Moskvo. Bojarji so s prestola vrgli Vasilija Šujskega, ki so ga krivili za poraz, in se začeli pogajati s Sigismundom; njegovemu sinu petnajstletnemu kraljeviču Vladislavu so ponudili carsko krono pod pogojem, da prestopi v pravoslavje. Tega Sigismund, ki je imel v mislih priključitev in katolizacijo Rusije, ni sprejel in je sam želel postati ruski car, o čemer pa seveda Rusi niso hoteli niti slišati.
Tedaj pa se je prebudilo rusko ljudstvo. Leta 1612 sta dotlej v javnosti nepoznana Dimitrij Požarski, izkušen vojak, in Kuzma Minjin, trgovec, organizirala ljudsko vojsko, ki je na pohodu proti Moskvi naraščala in zavzela Moskvo. Bojarji so marca 1613 za carja soglasno izvolili Mihaela Romanova. Poljska se je morala še zagrizeno bojevati, da je obdržala svojo posest, vključno s Smolenskom.
Vendar Sigismund ni odnehal. Leta 1617 je poslal sina Vladislava z vojsko nad Moskvo. Ta se je, sklicujoč se na ponudbo bojarjev iz leta 1610, proglasil za zakonitega carja. Napad ni uspel, pa tudi njegovi bodoči podložniki niso bili navdušeni nad zamenjavo carja. Poljska je s premirjem v Deulinu (1618), sklenjenim za štirinajst let, pridobila nekatera ozemlja okrog Severskega in Černihova. Obe strani sta se premirja zvesto držali. Šele leta 1632, že po Sigismundovi smrti, je Moskva poskušala dobiti nazaj izgubljeno ozemlje, česar pa tedaj pravkar izvoljeni novi kralj Vladislav IV. ni dopustil. Z mirom v Polanowu (ob reki Poljanowki med Vjazmo in Dorogobužem) (1634) je Poljska za stalno obdržala pridobitve, ki so ji bile priznane v deulinskem premirju, Vladislav pa se je odrekel vsem zahtevam po carskem naslovu in Rusom vrnil carske insignije, ki so bile v poljski posesti iz časov Lažnega Dimitrija.

## Vojna s Turčijo
Razmere na južni meji Poljske-Litve so bile že od jagelonskih časov neprestano na robu vojne. Tam so živeli kozaki, potomci revnih kmetov in meščanov, ki so pribežali tja pred bremeni tlake in bede, se tam naselili in se vojaško organizirali. Napadali so enkrat Poljake, drugič, preko meje, Turke. Poljaki so jih skušali vključevati v obrambo svoje južne meje, nekatere med njimi so popisali (registrirani kozaki) in jih vzeli v vojaško službo.
Z leti se je Osmansko cesarstvo vse bolj širilo proti severu. Odkar se je Poljska leta 1613 vojaško povezala s Habsburžani, so bili Turki proti njej sovražneje razpoloženi. Ob izbruhu sovražnosti med Habsburžani in Čehi, ki so vodila v tridesetletno vojno, se Sigismund ni vmešal, ker mu sejm tega ni dovoli. So pa t. i. lisovčiki, osebna vojska magnata Aleksandra Lisowskega, zadali udarce vojski sedmograškega kneza Bethlena Gaborja, turškega vazala, ki je leta 1620 oblegal Dunaj. Kozaki so oplenili Varno. Zato je Turčija, ki ji je vladal novi sultan, bojeviti Osman II., Poljski napovedala vojno.
Leta 1620 je bil že ostareli hetman Stanisław Žółkiewski pri Cecori (danes v pokrajini Iaşi v Romuniji) poražen in je raje umrl, kot da bi se rešil z begom. V iskanju zaveznikov se je Sigismund obrnil na kozake in njihov hetman Piotr Konaševič-Suhajdačny je v tabor pri Hotinu pripelja 40.000 mož. V zameno za pomoč je moral kralj dovoliti (sicer nezakonito) obnovitev hierarhije pravoslavne cerkve na Poljskem (po očetovi smrti jo je legaliziral Vladislav IV.)
Turki so leta 1621 v dolini Dnestra pri Hotinu vkopane Poljake brez uspeha napadali, nazadnje pa sprejeli premirje, s katerim je bila obnovljeno ozemeljsko stanje iz jagelonskih časov. Meja je potekala po Dnepru, Hotin je bil na turški strani.

## Bojevanje s Švedi v Livoniji in Prusiji
Novi švedski kralj Gustav II. Adolf (ki mu Sigismund švedske krone ni priznaval) je februarja 1617 sklenil z Rusi mir v Stolbovu
 
in štiri mesece kasneje okupiral skoraj vso livonijsko obalo razen Rige. Potem ko je litovski hetman Krzysztof Radziwiłł večino mest in utrdb ponovno zavzel, je do leta 1620 vladal mir.
Leta 1621 je Gustav Adolf ponovno napadel z večjo vojsko in to pot zavzel tudi Rigo. Naslednje leto je hetman Radziwiłł spet osvajal trdnjave nazaj, dokler pri mestu Jelgava (Mitau) ni vojskovanje zamrlo. Avgusta 1622 je bil sklenjen mir, ki je zdržal do leta 1625, Sigismund se je v tem času ukvarjal z mislijo na invazijo na Švedsko; v pristanišču Puck so v ta namen zgradili sedem srednje velikih ladij.
Ob naslednji invaziji švedskega kralja (1625-26) je prišlo do prvih bitk med nasprotnikoma na odprtem terenu. Januarja 1626 so Švedi zmagali pri mestecu Walmojzą in ponovno decembra 1626 blizu Kokneze. Poljsko-litvanska vojska se je umaknila za Dvino (na njen južni breg).
Maja 1626 je Gustav Adolf prenesel ofenzivo v Prusijo. Pristanek njegovega ladjevja blizu Baltijska (Pillau) je bil za Poljake popolno presenečenje, ki mu je omogočilo, da je 16 (v glavnem protestantskih) mest zavzel praktično brez odpora, ni pa uspel zasesti Gdanska. V naslednjih letih se je s Švedi zelo spretno bojeval hetman Stanisław Koniecpolski in junija 1629 dosegel nad njimi veliko zmago pri Trzcianu (Honigfelde).
Kljub temu pa so slabi pogajalci na pogajanjih v Altmarku (Stary Targ, oktober 1629) sprejeli za Poljsko-Litvo sramotne pogoje premirja. Poljska je Švedom prepustila Livonijo do Dvine in večino baltiških pristanišč, poljski so ostali le Gdansk, Puck, Królewiec (današnji Kaliningrad) in Liepāja. Švedska si je s pravico pobiranja takse od poljske baltiške trgovine zagotovila velike dohodke. Na Baltiškem morju je postala popolni gospodar, kar je bilo dobro izhodišče za poseg v tridesetletno vojno.
Že leta 1605 je Sigismund prepustil upravljanje Knežje (Vojvodske) Prusije brandeburškemu volilnemu knezu Joahimu Frideriku Hohenzollerju in potem spet njegovemu sinu, Ivanu Sigismundu, ki je leta 1618 postal tudi vojvoda Prusije. To se je kasneje pokazalo kot velika napaka. Ivanov vnuk, Veliki volilni knez Brandenburga Friderik Viljem, jo je namreč vključil v Brandenburško veliko kneževino, iz katere je kasneje zraslo Nemško cesarstvo.

## Sigismundova osebnost
Sigismund je bil vsestransko nadarjen človek, ki pa se ni znal omejiti v svojih ambicijah. Hraber, predan katoliški veri in pobornik rekatolizacije, je vpletel Poljsko v vrsto konfliktov, ki so dosegli svoj višek v času vladanja njegovega drugega sina. 15. novembra 1620 je preživel poskus atentata, ko ga atentator v Varšavi na poti iz kraljeve rezidence v katedralo ni uspel smrtno zabosti.
Bil je tudi umetniško nadarjen, renesančni človek. Ohranjene so tri njegove slike, eno od njih so dolgo pripisovali Tintorettu. Iz njegove zlatarske delavnice izhaja velik del slavne srebrne krste svetega Vojteha, ki se danes nahaja v gniezenski katedrali.
Po smrti druge žene so ga mučile psihološke težave. Umaknil se je iz politike in se posvetil družini. Umrl je zadet od kapi. Pokopali so ga v vavelski katerdrali.
Sigismunda III. je nasledil njegov prvi sin Vladislav IV.

## Družina
Sigismund se je poročil dvakrat; prvič 31. maja 1592 z Ano Avstrijsko (1573–1598), hčerko avstrijskega nadvojvode Karla II. (1540–1590) in njegove žene Marije Bavarske (1551-1608). Z Ano sta imela 5 otrok:
- Ana Marija (1593 – 1600)
- Katarina (1594 – 1594)
- Vladislav (1595 – 1648), poljsko-litvanski vladar v letih 1632–1648
- Katarina (1596 – 1597)
- Krištof (1598)

Sigismund se je drugič poročil decembra 1605 s sestro prve žene, Konstanco Avstrijsko (1588–1631). Imela sta sedem otrok:
- Ivan Kazimir (1607 – 1608)
- Ivan Kazimir (1609 – 1672), poljsko-litvanski vladar v letih 1648–1668
- Ivan Albert (1612 – 1634)
- Karel Ferdinand (1613 – 1655)
- Aleksander Karel (1614 – 1634)
- Ana Konstanca (1616)
- Ana Katarina Konstanca (1619 – 1651) ∞ Filip Viljem, volilni knez Pfalz-Neuburg.